# شارع الأربعين (أم درمان)
يُعتبر شارع الأربعين بأم درمان من أشهر الشوارع على الإطلاق بالعاصمة الوطنية،  وذلك لما به من حركة دائبة وشخصيات شهيرة كان لها الأثر البالغ في عدد من الأنشطة السياسية والرياضية والثقافية والاجتماعية.

## حدود الشارع
كما هو معلوم يبدأ الشارع من تقاطع شارع العرضة من جهة الشمال ويمتد طولياً حتى تقاطع شارع (الفرقة) أو إشلاق المهندسين.
أما الاسم الجديد لشارع الفرقة فهو شارع (بانت الخلفي) أو (الشارع الوراني) كما يقول صغار السن ممن لم يستسيغوا الاسم القديم.

## معالم قديمة بالشارع
من المعالم القديمة بالشارع (تمنة البوليس) والاسم الحديث لها قسم الشرطة وكان مكانها الموقع الذي هو الآن موقف الركشات على الشارع غرب سينما بانت.. وكانت يوماً ما مكتبًا للمراهنات (توتو كورة).
كذلك من المواقع القديمة بهذا الشارع (دلالة الرانجوك) ومكانها الآن محلات مغلقة بالشارع الرئيسي مقابل خور أبي عنجة من الجهة الشرقية.
إستديو برعي
من المعالم التي ما زالت تقاوم للبقاء بالشارع بفضل وجود عدد من الشخصيات التي ارتبطت به (إستديو برعي للتصاميم والخطوط) وهو الإستديو الأشهر في عالم إستديوهات التصميم الخارجي والداخلي. ويقوم منذ أكثر من ثلاثين عاماً بتصميم اللوحات واللافتات وكتابة أرقام القصاصات الرياضية.
من أشهر رواد هذا الإستديو لاعبا نادي الهلال في الستينيات عيسى دهب ويونس الله جابو ولاعبا نادي المريخ في السبعينيات محمد علي بخيت والسر زغبير. وتاريخ إنشاء الأستديو يعود للعام 1970م.
المعالم الجديدة بالشارع
من المعالم التي يتوقف عندها المارّ بالشارع الكم المتكاثر من عيادات الأطباء به وهي العيادات التي تقع في الناحيتين الشرقية والغربية وإن كانت العيادات من الناحية الشرقية هي الأكثر. وأشهرها عيادة د.عابدين شرف.
تمتد كذلك المطاعم وتوجد على طول الشارع ويعتبر مطعم عمر بوش هو الأشهر بالشارع زائداً أشهر محلات الفول (الكارب) والباسطة (قولو).. قبل عشرين عاماً من الآن كان يقف مطعم المعلم حسون ومكانه غرب محطة عابدين